# White Mountain
White Mountain (iñupiaq: Nasirvik/Nachirvik) är en ort (city) i Nome Census Area i delstaten Alaska i USA. Orten hade 190 invånare, på en yta av 5,27 km² (2010).